# Vicente do Salvador
Frei Vicente do Salvador (nascido Vicente Rodrigues Palha; Salvador, c. 1564 – Salvador, c. 1636–1639) foi um religioso franciscano nascido no Brasil Colonial.
Sua vida é pobremente conhecida e sua fama repousa sobre dois escritos, Crônica da Custódia do Brasil, e principalmente a História do Brasil (1627), valiosos relatos históricos e corográficos sobre a vasta colônia portuguesa na América em seus primeiros tempos. Este legado documental, cuja importância a crítica reconhece em consenso, lhe valeu os epítetos de Pai da Historiografia brasileira, ou Heródoto brasileiro. Sua vida como religioso também foi relevante, recebendo várias atribuições de responsabilidade e fundando o convento de Santo Antônio do Rio de Janeiro.

## Biografia
Era filho de João Rodrigo Palha e Messia de Lemos, tendo nascido em Matuim, Salvador, Bahia. Segundo a pesquisadora Milena de Oliveira, seu pai era fidalgo, e teria viajado ao Brasil com uma expedição organizada pelo amigo Luís de Melo Silva. Não há grande certeza sobre sua data de nascimento. A maioria dos críticos a coloca no ano de 1564 ou em torno disso, mas pode ter sido até 1567, ano em que foi batizado. Foi batizado no dia 28 de janeiro de 1567. O historiador Capistrano de Abreu, seu primeiro editor, menciona à página VI da apresentação de seu estudo sobre a obra de frei Vicente, História do Brasil, que o ano de nascimento do frade seria 1564, já que o autor menciona ao fim da obra que está com "63 annos", e segundo as pesquisas de Capistrano, teria sido concluída em 1627.
Frei Vicente estudou no Colégio dos Jesuítas, em Salvador. Estudou Direito e Teologia na Universidade de Coimbra, onde doutorou-se em cânones. Fez uma rápida carreira na Igreja, sendo nomeado num intervalo de poucos anos presbítero secular, cônego da Catedral de Salvador, vigário-geral e governador do bispado da Bahia. Em vista do seu sucesso como administrador, diz seu biógrafo, frei Venâncio Willeke, que causou surpresa e pesar na Bahia a decisão de Vicente de abandonar o clero secular para ingressar numa ordem mendicante, a dos franciscanos, tendo recebido o hábito a 27 de janeiro de 1599 e professando a 30 de janeiro de 1600, no convento de Salvador, sendo logo transferido a Pernambuco. Segundo Willeke, Vicente fora desde cedo contagiado pelo ideal da evangelização dos indígenas, mas mantinha um especial interesse pela obra do frade Bartolomeu de las Casas e outros religiosos que defendiam os nativos. Em torno de 1603 foi nomeado para catequizar os silvícolas da Paraíba, devido ao seu conhecimento do idioma nativo e à ordem régia de fundar novas missões na área.

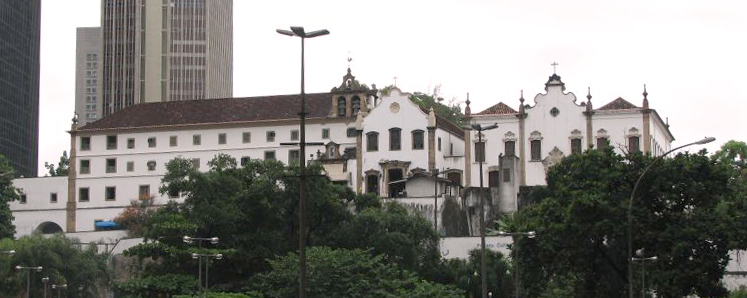
O Convento de Santo Antônio do Rio, fundado pelo frade

Em 1606 deixou as missões e passou a lecionar Filosofia no convento de Olinda, e no fim do ano o superior o escolheu para fundar o convento de Santo Antônio do Rio de Janeiro. Vicente e um grupo de outros frades desembarcaram no Rio em janeiro de 1607. O terreno que havia sido doado em 1592 não agradou o superior, frei Leonardo, que o permutou por outro, e antes de partir para o norte encarregou frei Vicente da construção de uma capela e de acomodações provisórias para o grupo. Terminados os trabalhos de fundação, foi requisitado novamente para lecionar Filosofia, mas poucos meses depois foi dispensado.
Os anos seguintes são mal documentados, reaparecendo em 1612, quando foi nomeado guardião do convento de Salvador, dedicando especial atenção aos doentes e idosos. Permaneceu na função até 1614, quando foi eleito custódio da Província de Santo Antônio do Brasil, no capítulo celebrado em Lisboa a 15 de fevereiro de 1614. Sua responsabilidade recaía sobre os oito conventos franciscanos então existentes no Brasil, além de supervisionar trinta missões entre os índios. Seu governo foi marcado pela preocupação de defender os índios dos abusos promovidos pelos portugueses, mas com pouco efeito prático. O insucesso aparentemente foi a causa da entrega das missões franciscanas para o cuidado do clero secular em 1619.

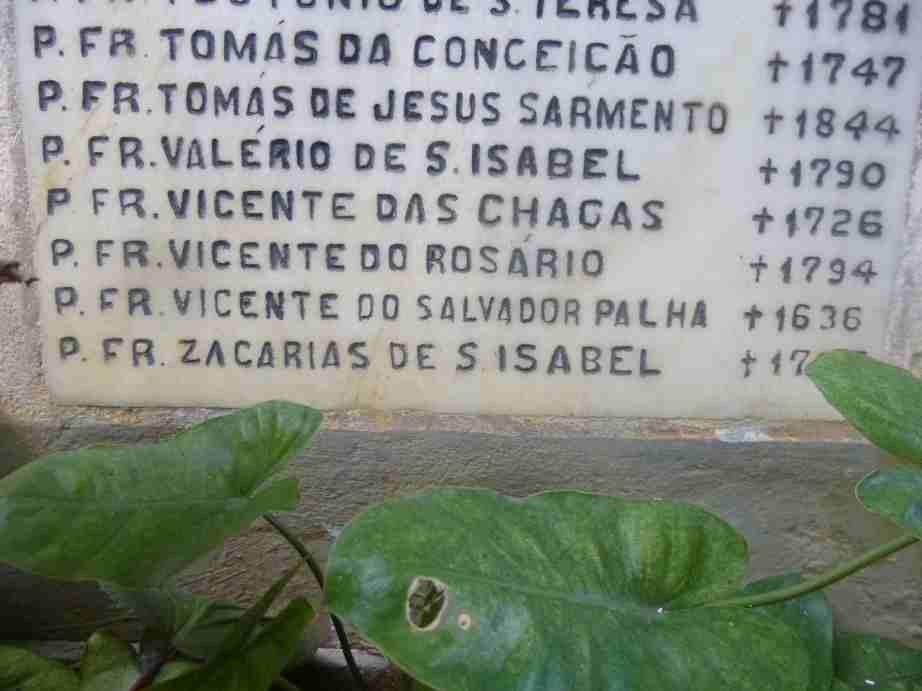
Placa do ossário dos frades menores no convento em Salvador, Bahia, onde está inscrito o ano de 1636 como o da morte de frei Vicente do Salvador

Entre 1618-1621 provavelmente esteve em Portugal para prestar contas de sua gestão e para estar presente na instalação do Capítulo Provincial de Lisboa de 1619. Consta que nesta viagem teria levado os originais da sua primeira composição, Crônica da Custódia do Brasil, apresentando-a para seus confrades. Crê-se que o interesse despertado entre eles o tenha animado a realizar um relato mais abrangente, dando início à sua famosa História do Brasil.
Em 1620 ou 1621 já devia estar de volta ao Brasil. Vinha nomeado guardião para Salvador, mas renunciou assim que chegou, passando a empreender viagens de documentação. Visitou o Rio de Janeiro, e em meados de 1624, estando na Bahia, caiu prisioneiro dos holandeses, sendo liberado em maio de 1625. O conteúdo principal da História foi concluído antes de 20 de dezembro de 1627, quando dedicou a obra a Severim de Faria. Provavelmente esteve em Lisboa nesta altura, a fim de entregar os originais para impressão, que jamais ocorreria em sua vida. Em 1630 foi eleito novamente guardião em Salvador, atuando até 1633.
A data de seu falecimento também é incerta. Capistrano de Abreu, em sua edição da História de 1889, declara que "morreu uns dez anos depois de 1627", indicando como intervalo de segurança 2 de outubro de 1636, quando ainda vivia, tendo assinado um documento, e fins de 1639, já que no livro de óbitos do convento, iniciado em 1640, ele não consta. Numa revisão das pesquisas posteriores, Willeke disse que até a época em que escreveu (década de 1960), ainda não se conhecia a data exata da sua morte, e definiu o mesmo intervalo. Outros pesquisadores mais recentes apoiaram essas conclusões.

## Obras

### Crônica da Custódia do Brasil
A Crônica da Custódia do Brasil foi escrita provavelmente a partir de 1612 e terminada em torno de 1617, e deve ter sido levada a Lisboa pouco depois para ser impressa. Seus originais se perderam depois de 1650, mas já haviam sido utilizados pelo frei Manuel da Ilha e por Jorge Cardoso, que transcreveram várias partes da obra respectivamente na Relação e no Agiológio Lusitano. Parte já havia sido transcrita na segunda composição do próprio Vicente do Salvador, História do Brasil. Pelo que sobrevive nessas transcrições, o conteúdo não se limitava, como sugere o título, à história das missões franciscanas, mas se expandia para a narrativa de eventos políticos e da vida dos índios, além de elaborar pequenas biografias do bispo Pedro Fernandes Sardinha e do frei Francisco de São Boaventura. Provavelmente havia também biografias dos custódios de Santo Antônio desde o primeiro, frei Melchior de Santa Catarina, e de missionários e capelães importantes. Esse conteúdo aparece principalmente no capítulo 39 da História do Brasil, e aparentemente todo ele é uma transcrição da Crônica.

### História do Brasil

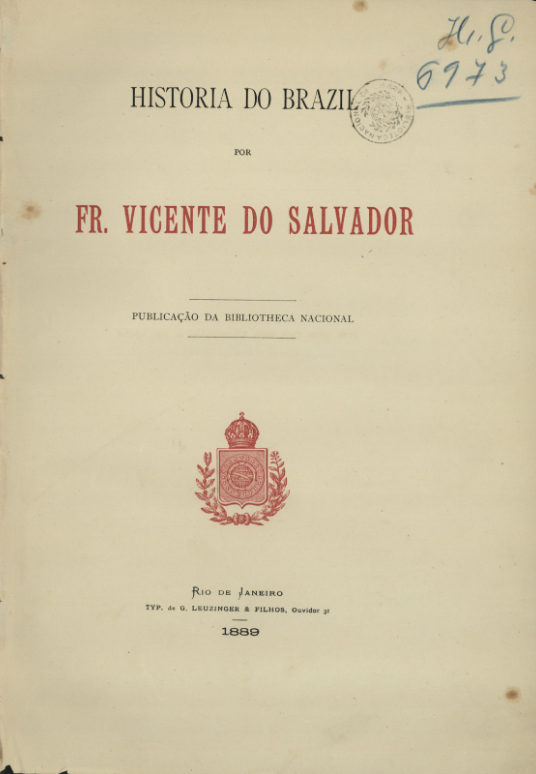
Frontispício da primeira edição da História do Brasil, 1889

A História do Brasil foi incentivada por Manuel Severim de Faria, a quem foi dedicada em 20 de dezembro de 1627. Seu conteúdo seria ampliado depois. Diz Willeke: "Embora voltasse às suas ocupações comuns da vida religiosa e da cura d'almas, o autor da história brasileira, em espírito, acompanhava os originais até Portugal e como a publicação demorasse muito, acrescentou, no decorrer dos anos, muitas correções e fatos que lhe haviam escapado".
A obra aproveita trechos da Crônica e é dividida em cinco livros. Inicia com a chegada da esquadra de Pedro Álvares Cabral, o descobridor, e narra a primeira organização da colonização, episódios de seus primeiros governadores, descreve o sistema dos governos-gerais e das capitanias hereditárias, as entradas para o sertão e as guerras contra o gentio, as fortalezas e táticas militares, a invasão holandesa, e outros eventos. Traça ainda um amplo panorama da fisionomia do território, sua flora e fauna, seu clima e sua geografia, seus nativos e seus respectivos usos e costumes, as primeiras povoações portuguesas, os engenhos de açúcar, as lavouras, captando de maneira às vezes poética e lírica, o jeito de falar e de viver nas terras ainda tão novas.
O manuscrito esteve em posse de Severim de Faria, que havia se comprometido a imprimi-lo, mas isso nunca aconteceu. Com ele seguramente o original ficou até 1638, pelo menos, perdendo-se depois, mas sobreviveu em diversas cópias manuscritas, que não são todas iguais. Uma cópia chegou ao Rio de Janeiro em meados do século XIX, sendo publicada pela primeira vez em 1889 em edição de Capistrano de Abreu. O manuscrito usado tinha muitas falhas, e uma edição mais próxima do original só veio à luz após três outras edições. A seguir, um excerto de sua narrativa, considerada o "primeiro clássico do Brasil":
"Inopem me copia facit, disse o poeta, e disse verdade, porque, onde as coisas são muitas, é forçado que se percam, como acontece ao que vindima a vinha fértil e abundante de fruto, que sempre lhe ficam muitos cachos de rabisco e assim me há sucedido com as coisas de mar e terra do Brasil de que trato. Pelo que me é necessário rabiscar ainda algumas, que farei neste capítulo, que quanto a todas é impossível relatá-las.
"Faz no Brasil sal não só em salinas artificiais, mas em outras naturais, como no Cabo Frio e além do Rio Grande, onde se acha coalhado em grandes pedras muito e muito alvas.
"Faz-se também muita cal, assim de pedra do mar como da terra, e de cascas de ostras que o gentio antigamente comia e se acham hoje montes delas cobertos de arvoredos, donde se tira e se coze engradada entre madeira com muita facilidade.
"Há tucum, que são umas folhas quase de dois palmos de comprido, donde, só com a mão, sem outro artifício, se tira pita rijíssima, e cada folha dá uma estriga".

## Legado
Frei Vicente descreve uma época em que o Brasil era uma descoberta recente, e Portugal não sabia exatamente o que fazer com ele, pois os primeiros relatos eram pobres em informação sobre especiarias raras ou metais e pedras preciosas, então o principal interesse daquele reino navegador, expansionista e mercantil, em busca de novas rotas de comércio e novas conquistas territoriais. Com isso, a atenção concentrou-se nos primeiros tempos na exploração do pau-brasil. Mas também Portugal, embora pujante, era um reino pequeno, e havia pouca gente para defender e administrar o vasto território descoberto, povoado por indígenas nem sempre amistosos e ameaçado pelas pretensões de outras potências. Suas descrições de eventos históricos e da paisagem e sua gente (nativos e colonizadores) permanecem como fonte categorizada para o conhecimento dos primórdios do Brasil.
Além do valor documental, têm valor literário, empregando um estilo fluente e vivo, que tem a capacidade de cativar o leitor em sua narrativa, e que embora traga o pitoresco e o exótico, não prescinde da atenção aos fatos. Para José Veríssimo, ele foi o primeiro brasileiro a escrever prosa de caráter literário: "É por ele que começa nossa literatura em prosa. […] Não é só historiador que reconta, observa e reflexiona, é também moralista avisado que, sem biocos fradescos, compara, aprecia, generaliza, e sabe fazê-lo com graça natural e frase que dessa mesma naturalidade tira a elegância".
Na opinião de Willeke, em relação a outros cronistas de sua geração, a obra de frei Vicente se destaca pela objetividade e confiabilidade. Mas era também um homem de seu tempo. Para a pesquisadora Mariana Leonardo de Souza, "sua formação religiosa tanto no Brasil, com a educação jesuíta que recebeu, quanto no Reino, foram responsáveis por sua visão de mundo e das ideias de grandeza que tinha em relação a Portugal. A opinião do frade permeia a sua obra tanto quanto sua observação e sua transmissão de relatos que ouvira diretamente de pessoas com quem cruzava ou de informações que lera anteriormente em sua vida a respeito do Brasil português". Para o pesquisador Eduardo Sinkevisque, sua obra reflete "os modelos retóricos, teológico-políticos da história; trata da política católica portuguesa do século XVII, da 'neo-escolástica', do 'aristotelismo-tomista', da sociedade de corte". Defendia de modo geral a colonização, desde que seguisse a orientação da Igreja, e para ele Deus era o fundamento transcendente do poder do Estado, mas de certa forma foi um visionário, concebendo o Brasil como a futura sede de um grande Império Português. Sua vastidão e a abundância de seus recursos justificavam uma primazia natural.
Ele oferece também uma ampla visão sobre a sociedade da época, suas tradições, seus valores, suas redes de articulação, onde se percebem os primeiros sinais de formação de um senso de brasilidade e diferença. Mas seria, nesta etapa, ainda um pálido esboço de identidade nacional, expresso por umas poucas personagens, como Tomé de Sousa e D. Francisco de Sousa, que na descrição do frade se haviam afeiçoado à terra. Segundo Milena de Oliveira, "a consciência da diferença se completa em frei Vicente do Salvador porque ele não somente a constata, como conhece sua natureza. Percebe que a sociedade colonial tem uma organização específica, completamente diferente da sociedade metropolitana e as diferenças entre colonos e reinóis advêm dessa forma específica de organização". A mentalidade predominante entre os conquistadores era outra, e frei Vicente faz a sua crítica, por vezes compreensiva, por vezes contundente, além de mostrar a precariedade e má organização da empreitada colonizadora. Em certas passagens denuncia a avidez predatória dos portugueses, que exauriam a terra e partiam para além-mar com as suas riquezas, deixando para trás uma devastação. Um exemplo:
"Os povoadores, os quais por mais arraigados, que na terra estivessem, e mais ricos que fossem, tudo pretendiam levar a Portugal, e se as fazendas e bens que possuíam soubessem falar também lhes haveriam de ensinar a dizer como os papagaios, aos quais a primeira coisa que ensinam é 'papagaio real para Portugal'; porque tudo querem para lá, e isto não tem só os que de lá vieram, mas ainda os que cá nasceram, que uns e outros usam da terra, não como senhores, mas como usufrutuários, só para a desfrutarem, e a deixarem destruída".
Em parte a essas críticas suas obras acabaram sendo logo abandonadas e esquecidas. Em meados do século XIX iniciou sua redescoberta pelo trabalho de Francisco Adolfo de Varnhagen, João Francisco Lisboa, o marquês de Olinda e outros eruditos. Hoje suas obras são uma referência obrigatória no estudo da colonização portuguesa do Brasil. Capistrano de Abreu, Sílvio Romero, José Veríssimo e outros insignes estudiosos o reconheceram como o fundador da historiografia nacional, ganhando o apelido de "Heródoto brasileiro". Sobre frei Vicente e sua obra, escreveu o antropólogo e escritor brasileiro Darcy Ribeiro em seu livro O Povo Brasileiro:
"O melhor testemunho daqueles tempos se deve a frei Vicente do Salvador, natural da Bahia. Foi o primeiro intelectual assumido como inteligência do povo nascente, capaz de olhar nosso mundo e os mundos dos outros com olhos nossos, solidário com nossa gente, sem dúvidas sobre nossa identidade, e até com a ponta de orgulho que corresponde a uma consciência crítica".

## Homenagens póstumas
- Patrono da cadeira nº 10 dos sócios correspondentes da Academia Brasileira de Letras.[22]
- Patrono da cadeira nº 18 do Instituto Histórico e Geográfico Brasileiro.[6]
- Selo comemorativo do IV centenário de batismo, lançado em 28 de junho de 1967.[1]